# 係船浮標

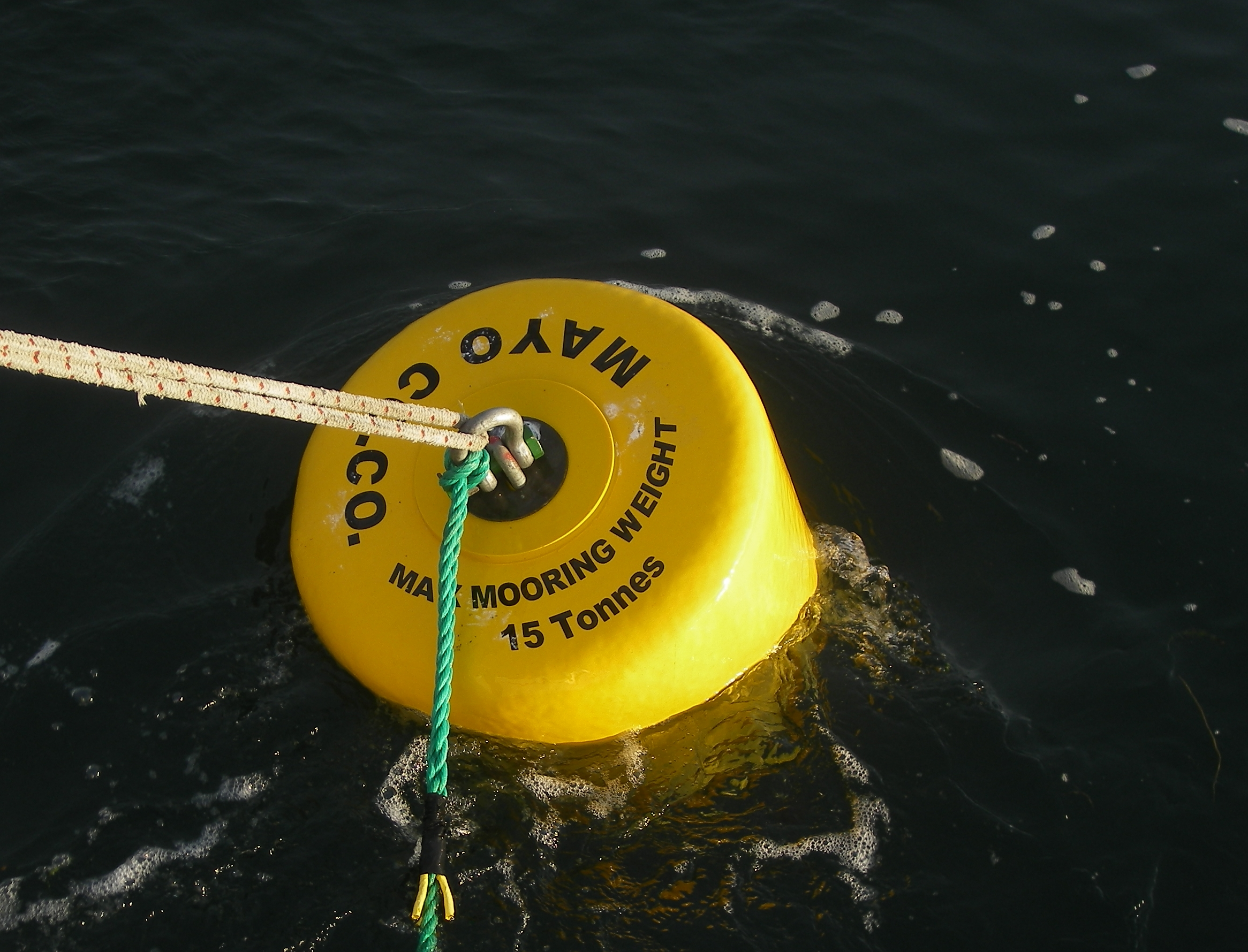
係船浮標

係船浮標（けいせんふひょう、英: Mooring Buoy）とは、港湾の水域において船舶が停泊するために設けられる係留施設（浮標）で、これに鎖やロープなどをかけることで船舶を固定させる。この方式で停泊することを「浮標係留」という（対して船舶が港湾内の泊地に停泊する際錨を用いて船舶を固定することを「錨泊」と呼ぶ）。
港湾の都合によっては岸壁に着岸（係岸）せず、沖に設置された係船浮標に船舶を繋いで停泊する場合もある。

## 構造

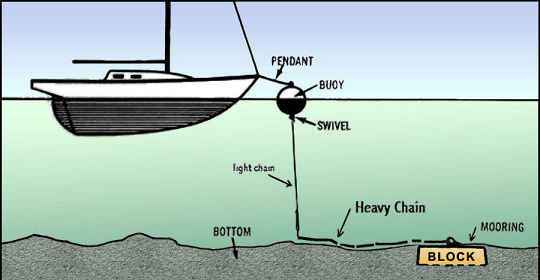
全体図　※地鎖や錨が無い形態のもの

係船浮標は、浮標部分に金属製の環が取り付けられている。これを係船環といい、船舶から伸びてきた鎖・ロープを接続するための部品である。
浮標下部からは鎖が垂直方向に伸びている。浮標から直接伸びている鎖を浮体鎖（メインチェーン）といい、浮体鎖の先から伸びている鎖を沈錘鎖（シンカーチェーン）という。浮標が風浪で動き回らないよう、浮体鎖は短くなっており、その下の沈錘鎖は水深に合わせた長さを持っている。
沈錘鎖の先端には沈錘（重し、シンカー）が取り付けられている。
浮体鎖の先からは、沈錘鎖の他に地鎖（グラウンドチェーン）が数本伸びており、地鎖の先端には錨（アンカー）もしくはスクリュー錘が取り付けられている。地鎖は長めのものが取り付けられ、幾分か水底をはっている。そしてその先端の錨やスクリュー錘によって浮標を固定している。

## 係留方法

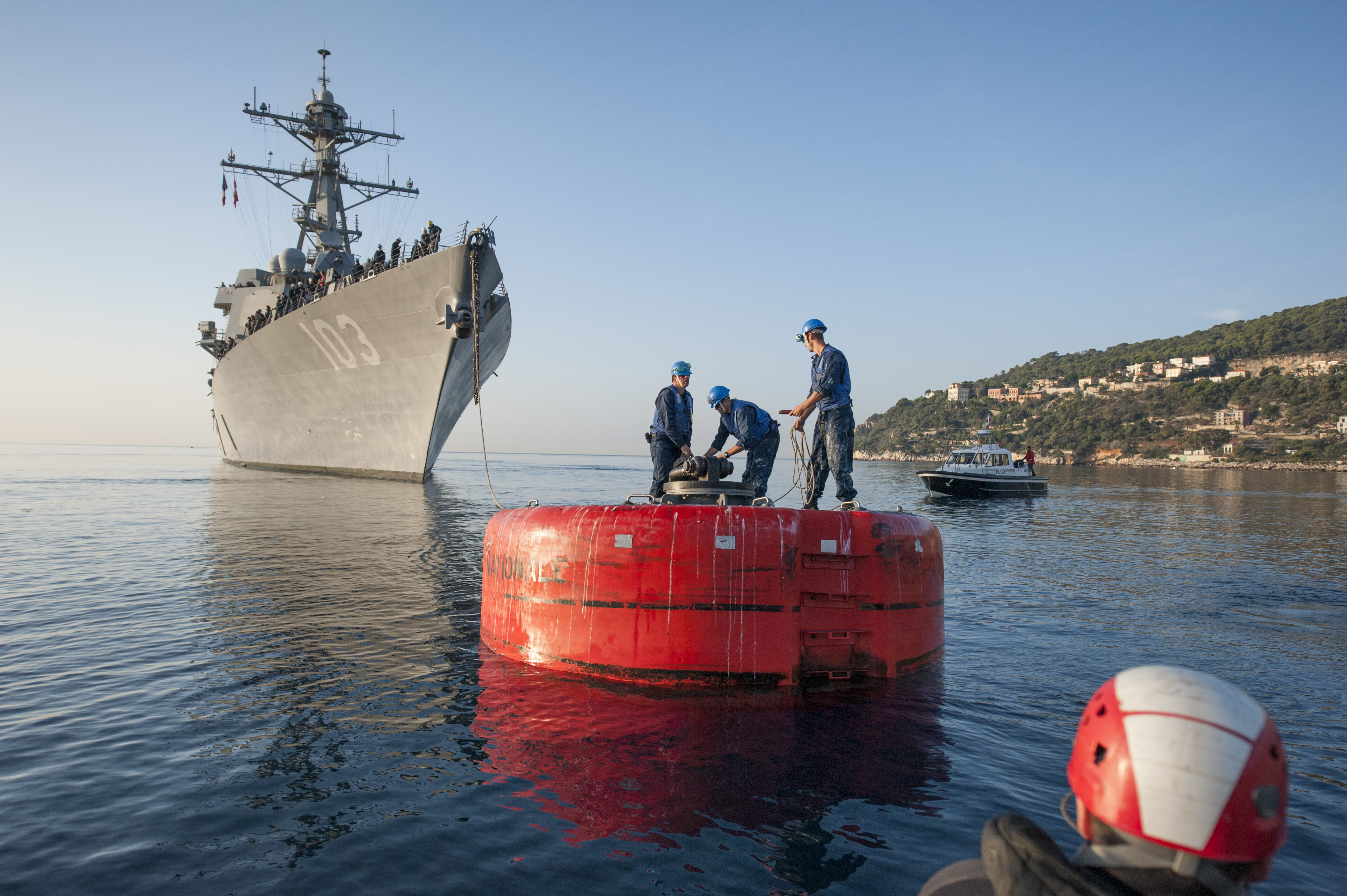
大型船を係留する様子

係船浮標への係留を行うには、船舶の錨鎖を途中で切り離して浮標の係船環に接続する方法と、錨鎖の代わりにロープを用いる方法とがある。
また、浮標を用いた係船には2種類ある。船首だけを浮標に接続する単浮標泊（または単係留）は、浮標にかかる力は小さくてすむが、風浪によって船舶が振れ回るため、広い水域が必要である。船首・船尾を浮標に接続する双浮標泊（または前後係留）は、船舶を固定でき停泊のための水域が狭くても十分である反面、横風や横潮を受けたときに浮標へかかる力が大きくなるという欠点がある。